# Fraile Pintado
Fraile Pintado es una ciudad y municipio del sudeste de la provincia argentina de Jujuy, en el departamento Ledesma.

## Geografía
Esta ciudad se ubica a unos 65 km lineales al noreste de la capital provincial, con la cual se comunica principalmente a través de la ruta nacional 34  y un ramal del Ferrocarril General Belgrano, tanto la ruta como el ferrocarril conectan con las relativamente cercanas ciudades de San Pedro de Jujuy y Libertador General San Martín. Fraile Pintado tiene su casco histórico ubicado en la banda sur del río Candelaria y a unos 10 km al oeste del caudaloso río San Francisco.
La región es un pedemonte de contacto entre las yungas y la llanura chaqueña, el clima es tropical con elevadas temperaturas diurnas casi todo el año (en verano, especialmente durante los meses de diciembre y enero, las temperaturas absolutas pueden alcanzar 46 º C, sin embargo esporádicamente, en las noches invernales –julio y junio– las temperaturas bajan de los 10 °C).

## Toponimia
Su nombre deriva de las imágenes de frailes pintadas en los árboles en la era colonial avisando la cercanía de la reducción San Ignacio de los Tobas.

## Historia
Prehispánicamente el territorio fue poblado por las etnias indígenas de los ocloyas (una parcialidad de los omaguacas), quechuas, así como en lo más oriental los chanés, churumatas y wichís.
La presencia europea se inició con los realistas en el siglo XVI, aunque la consolidación de los europeos fue lenta, en gran medida por las dificultades climáticas y de accesibilidad.
Fraile Pintado fue fundada oficialmente en 1859 por Julio Bracamonte y su territorio se desprende de una antigua reducción colonial, la reducción San Ignacio de los Tobas, liquidada una vez llegada la independencia.
A lo largo del siglo XX la zona ha recibido una inmigración procedente de los países limítrofes con Jujuy ( Bolivia y Chile).

## Economía
La economía de Fraile Pintado y su región se basan aún en el sector primario; principalmente en la agricultura de tomates, maíz, chauchas, berenjenas, morrones, pepinos y zapallitos. También se cultivan, para la exportación diversas flores tropicales y a escala reducida paltas, bananas, cítricos,  caña de azúcar, café, cacao, mangos.

## Educación, sanidad, infraestructura
A fines de 2012 Fraile Pintado cuenta con cuatro escuelas primarias, un instituto de bachillerato una escuela agrotécnica. Un hospital público con una ambulancia. En el ejido urbano del municipio se encuentran tres plazas.

## Deportes

### Fútbol
Los clubes deportivos tienen equipos de fútbol:
- Club Social y Deportivo Peñarol
- Club Defensores de Fraile Pintado
- Club Atlético Juventud Unida

### Hockey
Actualmente cuenta con un equipo oficial.

### Básquet
En la actualidad el Club Defesores de Fraile pintado es el único club de Básquet que participó de la Copa jujuy.

## Población
Contaba con 13,682 habitantes (Indec, 2001), lo que representa un incremento del 10,25 % frente a los 12,410 habitantes (Indec, 1991) del censo anterior.

## Turismo
Aunque aún a (2006) Fraile Pintado tiene poco desarrollada su infraestructura turística, posee un coto de pesca de pacu en un reservorio artificial y una pequeñas cabañas para su hostería, potencial para el turismo de aventura ya que se halla en el límite sudoriental de la gran reserva de biosfera de las Yungas integrante del sistema MaB, por otra parte unos 50 km al norte se encuentra el parque nacional Calilegua y unos 70 km al este la reserva natural Las Lancitas.

## Iglesia Católica
La comunidad de fe, surge hace, un poco más de 50 años, en la casa de la señora Mercedes Juárez, en la cual se celebraban misas. 
Luego de un tiempo, un 9 de abril de 1962, se inaugura la CAPILLA "MARIA AUXILIADORA". Por eso cada 24 de mayo se festejan las "Fiestas "Patronales en su honor, junto a San Isidro labrador, el CO-PATRONO. 
Así como creció la ciudadanía, creció también el número de cristianos, por aquel entonces, las necesidades espirituales eran más y más solicitadas. Entonces se decide la CREACIÓN DE LA PARROQUIA "SAN JUAN EVANGELISTA" un 20 de julio de 1970. En ese tiempo gobernaba la Iglesia el Papa San Pablo VI, era Obispo de Jujuy, S.E.R. Monseñor Miguel Medina, acompañando la comunidad el padre +Emilio Ledri, hasta 1988. Cabe destacar que la jurisdicción parroquial comprende toda la Ciudad de Fraile Pintado, Chalicán, celebrando sus Fiestas Patronales el 24 de septiembre a "Nuestra Señora de la Merced"; el Lote "Maíz Negro" (fines de septiembre, con San Isidro), y la zona rural de "La Bajada" y el Distrito "La Candelaria" honrando a la "Virgen de la Candelaria" el 2 de febrero.
En la actualidad podemos decir que hay dos Fiestas Patronales, a saber:
24 DE MAYO: MARIA AUXILIADORA Y SAN ISIDRO LABRADOR - Fiestas Patronales de la Ciudad.
27 DE DICIEMBRE - Fiestas Patronales Parroquial.
Este próximo 20 de julio de 2020, la parroquia celebrará las BODAS DE ORO, por los 50 años de la creación. Por lo tanto, entre el 2019 y 2020, se celebra el "AÑO JUBILAR PARROQUIAL", en el marco del "AÑO JUBILAR MARIANO DIOCESANO", por los 100 años de la Coronación Pontificia de la sagrada imagen de "Nuestra Señora del Rosario de Rio Blanco y Paypaya", y en comunión con la iglesia argentina, en torno al "AÑO MARIANO NACIONAL", por los 400 años del hallazgo de la sagrada imagen de "NUESTRA SEÑORA DEL VALLE", en la provincia de Catamarca.
| Diócesis  | Jujuy                |
| --------- | -------------------- |
| Parroquia | San Juan Evangelista |